# (159011) Radomychl
(159011) Radomychl, nom international (159011) Radomyshl, est un astéroïde de la ceinture principale.

## Description
(159011) Radomychl est un astéroïde de la ceinture principale. Il fut découvert le 7 octobre 2004 à Androuchivka par l'observatoire astronomique d'Androuchivka. Il présente une orbite caractérisée par un demi-grand axe de 2,64 UA, une excentricité de 0,12 et une inclinaison de 17,1° par rapport à l'écliptique.

## Compléments